# 7 Północny Pułk Strzelecki
7 Północny Pułk Strzelecki (ros. 7-й Северный стрелковый полк) – oddział wojskowy Białych podczas wojny domowej w Rosji.
Pułk został sformowany pod koniec czerwca 1919 r. na bazie Tarasowskiego Oddziału Partyzanckiego. Uzupełniono go rekrutami z ujezdu miezenskiego. Na jego czele stanął płk Nikołaj K. Nagornow. W poł. lipca tego roku zastąpił go płk Aleksandr I. Jelienin. Od sierpnia oddziałem dowodził płk Piotr N. Gejman. Liczył wówczas ok. 600 żołnierzy. Pułk wszedł w skład Wojsk Rejonu Dźwińskiego. Działał na obszarze rejonu sieleckiego. Okazał się jednym z najlepszych oddziałów wojskowych Armii Północnej. Na pocz. 1920 r. jego liczebność spadła do ok. 150 ludzi. Podczas odwrotu w poł. lutego tego roku pułk został zniszczony przez wojska bolszewickie. Część żołnierzy zbiegła do domów, część wraz z płk. P.N. Gejmanem została wzięta do niewoli i rozstrzelana.